# Арктика

Арктика

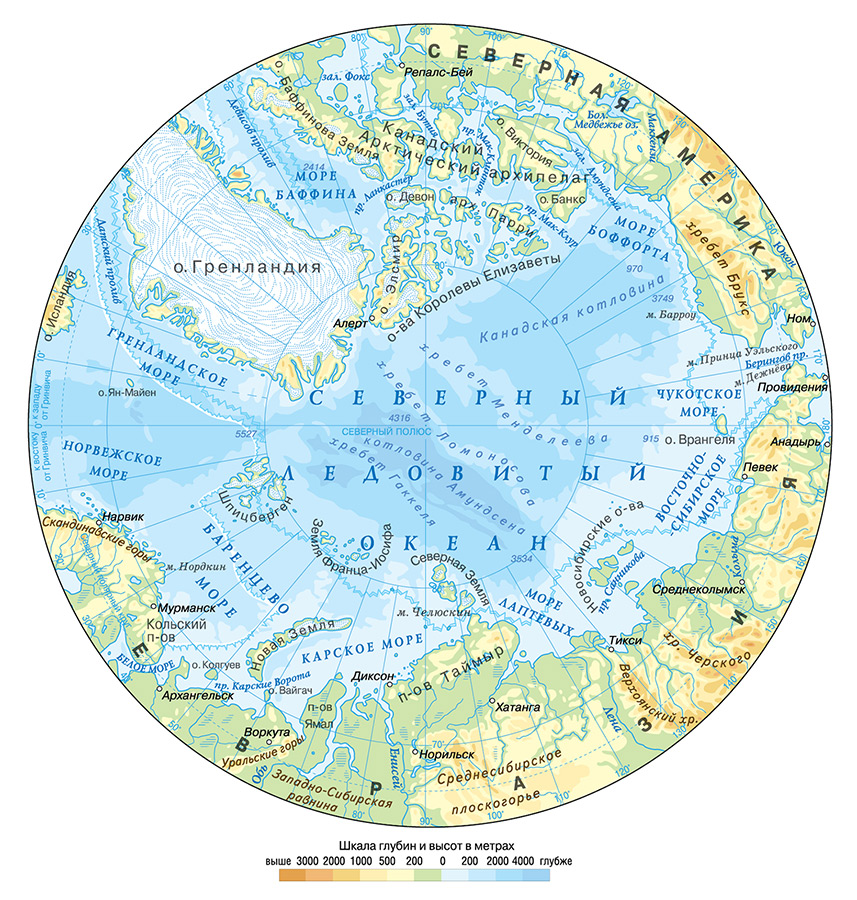

А́рктика (от греч. ἄρκτος — «медведица», ἀρκτικός — «находящийся под созвездием Большой Медведицы», «северный») — единый физико-географический район Земли, примыкающий к Северному полюсу и включающий окраины материков Евразии и Северной Америки, почти весь Северный Ледовитый океан с островами (кроме прибрежных островов Норвегии), а также прилегающие части Атлантического и Тихого океанов. Южная граница Арктики совпадает с южной границей зоны тундры. Площадь — около 27 млн км²; иногда Арктику ограничивают с юга Северным полярным кругом (66° 33′ с. ш.), в этом случае её площадь составляет 21 млн км².

## Природа

### Флора и фауна
В Арктике произрастают карликовые кустарники, злаки, травы, лишайники и мхи. Низкие летние температуры обусловливают малое разнообразие видов и небольшие размеры растений. В Арктике нет деревьев, однако в тёплой её части нередко встречаются кустарники, достигающие двух метров в высоту, а осока, мхи и лишайники образуют толстую подстилку. Арктическая пустыня — самая северная из природных зон — практически лишена растительности; преобладают клеточные растения — мхи и лишайники, изредка встречаются такие травянистые растения, как полярный мак.
Арктика — место обитания целого ряда уникальных животных: овцебык, дикий северный олень, снежный баран, белый медведь. К травоядным обитателям тундры относятся: заяц — арктический беляк, лемминг, овцебык и дикий северный олень. Они являются пищей для песца и волка. Полярный медведь также является хищником, он предпочитает охотиться на морских животных со льда. Для холодных регионов эндемичны многие виды птиц и морских обитателей. Кроме того, в Арктике обитают росомахи, горностаи и длиннохвостые суслики.
Полярным летом в тундре гнездятся миллионы перелётных птиц. В морях Арктики обитают тюлени, моржи, а также несколько видов китообразных: усатые киты, нарвалы, косатки и белухи.
Изменение климата грозит многим животным Арктики полным исчезновением. В наибольшей опасности находятся белые медведи, так как при сокращении площади морского льда животные вынуждены переходить на побережье, где их кормовая база меньше. Для популяции взрослых самцов смертность от голода может вырасти с 3—6 % до 28—48 %, если продолжительность летнего сезона вырастет со 120 до 180 дней. Кроме того, шансы самки встретить партнёра в период размножения также зависят от площади морского льда и его фрагментации. Самцы ищут самок по их следам, и, по оценкам учёных, если эффективность поисков из-за рассеяния популяции по льду будет снижаться в четыре раза быстрее его площади, успешность спаривания снизится с 99 % до 72 %.

### Бактерии
В январе 2019 года учёными были обнаружены бактерии, устойчивые к большинству антибиотиков. Устойчивость микроорганизмов появилась благодаря гену blaNDM-, который был обнаружен в 2008 году в Индии

### Аэробилогия
Исследование воздушного распространения бактерий над Шпицберген выявило присутствие 12 бактериальных типов с преобладанием Proteobacteria, Actinobacteria и Firmicutes, что соответствует результатам других аэробиологических исследований в полярных и неполярных регионах. Из 196 обнаруженных бактериальных родов только 58 присутствовали постоянно, что указывает на потенциальную гетерогенность, при этом общее разнообразие было значительно ниже, чем в городских средах. Жизнеспособные бактерии были обнаружены во всех точках отбора проб, а метод импакции с использованием Sartorius MD8 показал значительно более высокое количество жизнеспособных колониеобразующих единиц по сравнению с методом капельных пластин.

### Рельеф
По особенностям рельефа в Арктике выделяют: шельф с островами материкового происхождения и прилегающими окраинами материков и Арктический бассейн. Область шельфа занята окраинными морями — Баренцевым, Карским, Лаптевых, Восточно-Сибирским и Чукотским. Рельеф суши российской Арктики преимущественно равнинный; местами, особенно на островах, гористый. Центральная часть — Арктический бассейн, область глубоководных котловин (до 5527 м) и подводных хребтов.
Высшая точка Арктики — гора Гунбьёрн (Гренландия).

### Особенности
Особенности природы: низкий радиационный баланс, близкие к 0 °C средние температуры воздуха летних месяцев при отрицательной среднегодовой температуре, существование ледников и многолетнемёрзлых пород, преобладание тундровой растительности и арктических пустынь.
Средние температуры самого холодного зимнего месяца — января — колеблются от −2…−4 °C в южной части Арктического района до −25 °C на севере Баренцева моря, западе Гренландского моря, в морях Баффина и Чукотском и от −32…−36 °C; в Сибирском районе, на севере Канадского и в прилегающей к нему части Арктического бассейна до −45…−50 °C в центральной части Гренландии. Минимальные температуры в этих районах иногда снижаются до −55…−60 °C, только в Арктическом бассейне они не опускаются ниже −45…−50 °C. При прорывах глубоких циклонов температура иногда повышается до −2…−10 °C. Средние температуры июля в Арктическом бассейне — 0…−1 °C.
Ледовитость морских акваторий — около 11 млн км² зимой и около 8 млн км² летом.

### Природные ресурсы
В Арктике содержится очень большое количество неразработанных энергоресурсов — нефти, урана, газа. Запасы нефти в Арктике (как на шельфе, так и на суше) оценивались в 2008 году Геологической службой США в 90 млрд баррелей. В соответствии с данными «Бритиш Петролеум», в 2017 году в мире ежегодно потреблялось около 620 млн баррелей нефти (исходя из усреднённого показателя 1,7 млн баррелей в день). Таким образом, при существовавшем в 2017 году спросе на нефть, запасов Арктики хватило бы ещё на 145 лет.
Для России арктический шельф — одно из наиболее перспективных направлений для восполнения запасов углеводородного сырья. «Арктический шельф — крупный и до настоящего времени практически не использованный резерв нефтегазовой промышленности России, но без его освоения невозможно решить задачи Энергетической стратегии России до 2020 года». Среди крупнейших газовых российских месторождений — Штокмановское, Русановское и Ленинградское, расположенные в западной Арктике.
Бывший глава компании ООО «Газпром нефть шельф» Александр Мандель заявил[когда?] журналистам, что работы по добыче нефти начнутся в середине июля 2012 года. Первой на шельфе Арктики начала добычу «Газпром нефть»: нефть была получена в декабре 2013 года на Приразломном месторождении в Печорском море. Добыча ведётся с платформы «Приразломная» — она специально спроектирована для работы в Арктике. Платформа оснащена системой «нулевого сброса» — все отходы, в том числе буровые, вывозятся на берег или закачиваются в специальную поглощающую скважину. Платформа стоит на дне моря (глубина в районе месторождения — всего 20 метров), скважины находятся внутри основания платформы и надёжно изолированы от окружающей среды 3-метровыми бетонными стенами, которые покрыты сверхпрочной плакированной сталью. Первая арктическая нефть получила название Arctic oil (ARCO) и впервые была отгружена с Приразломного в апреле 2014 года.
Кроме компании «Газпром», лицензии на разработку нефтяных месторождений получила ОАО «Роснефть».
На нефтегазовые ресурсы Арктики также претендуют нефтяные компании Shell, BP, EXXON.
Добыча природных ресурсов в Арктике крайне сложна и опасна с точки зрения экологии. В условиях сурового климата Арктики вероятность аварийных ситуаций возрастает во много раз. Возможность ликвидации последствий разлива нефти, а также её эффективность осложняются многочисленными штормами с высокими волнами, густым туманом и многометровым льдом. Если авария произойдёт во время полярной ночи, которая длится здесь несколько месяцев, то работы по устранению последствий придётся проводить при пониженной освещённости. Ещё одна опасность — айсберги, столкновение с которыми может стать роковым для нефтедобывающей платформы. Для снижения риска такого столкновения выполняют буксировки айсбергов специальными судами.
Эксперты убеждены, что последствия крупного нефтяного разлива можно устранить лишь частично. Так, отставной адмирал службы береговой охраны Роджер Руф заявил следующее: «Разлившаяся нефть бесповоротно загрязняет воду. Нигде в мире не удаётся очистить поражённую воду более, чем на 3, 5 или 10 процентов, а тем более во льдах.»
Экологические организации, такие как «Гринпис» и Всемирный фонд дикой природы, протестуют против разработки нефтяных месторождений в Арктике. В 2012 году началась международная кампания «Защитим Арктику», которая призывает людей по всему миру подписать требование о моратории на добычу нефти в Арктике.

### Изменение климата Арктики
Климат Арктики в течение последних 600 лет испытывал значительные колебания. За этот период времени произошло не менее трёх или четырёх значительных потеплений, вполне соизмеримых как по масштабам, так и по продолжительности со знаменитым «потеплением Арктики» первой половины XX века. Колебания климата в период, предшествующий эпохе инструментальных наблюдений, полностью определялись изменением естественных факторов и, в первую очередь, температурой воды в северной части Атлантики и интенсивностью Гольфстрима, характером атмосферной циркуляции. Учёные предсказывают чрезвычайно сильное потепление российской Арктики уже в 2030-х годах.
Над Арктикой появилась озоновая дыра рекордных размеров. Причиной этому являются запертые в районе Северного полюса массы холодного воздуха.
Температура

Красная линия показывает изотерму 10 °C в июле

В целом, по данным исследований, температура в Арктике повышается в два раза быстрее, чем в остальном мире. Это может привести к вымиранию многих видов растений и животных в регионе. Потепление ставит под угрозу существование коренных народов Арктики — их пропитание и уклад жизни напрямую зависят от растительного и животного мира.
Организацией, представляющей интересы народов Арктики и арктических стран, является Арктический совет.
По свидетельству американских экспертов, температура воздуха в последние зимние месяцы была на 2-6 градусов Цельсия выше средней по всей территории Арктики.
Арктические льды
Льды Арктики имеют огромное значение для климатической системы Земли. Ледяная шапка отражает солнечные лучи и таким образом не даёт планете перегреться. Кроме того, арктические льды играют большую роль в системах циркуляции воды в океанах.
Общая масса арктического льда, по сравнению с уровнем 1980-х годов, уменьшилась на 70 %. В сентябре 2012 года, по данным Гидрометцентра, площадь ледяной шапки достигла своего минимума за всё время наблюдения, составив 3346,2 тыс. км². Наиболее низких показателей достигли море Лаптевых, Восточно-Сибирское, Чукотское моря — 65 % от нормы. Также понизилась плотность льда. В 2013—2014 годах таяние льда происходило гораздо медленнее, был достигнут лишь минимум на уровне 5000-5100 тыс. км² (против 3346,2 в 2012). Небольшое увеличение массы и площади льда в 2013—2014 годах не стоит считать изменением тенденции исчезновения ледовой шапки, однако скорость в этой тенденции оказалась гораздо медленнее прогнозов. Общие потери льда за 2003—2013 годы составили 4,9 %.
Необходимо учитывать, что и до начала спутниковых наблюдений (1979) также наблюдались очень малоледовитые периоды, один из которых в 1920—1940 годы также вызвал дискуссии о потеплении Арктики.
По данным американских учёных, исследовавших изменения климата во всех районах Арктики, в последние годы площадь ледяного покрова стремительно убывает. Согласно состоянию на 25 февраля 2015 года этот показатель составил 14,54 млн км². А за период 1981—2010 годов площадь льдов в Арктике в среднем была равна 15,64 млн км².
Многие специалисты предполагают, что в XXI веке летом бо́льшая часть водного пространства Арктики будет полностью свободна ото льда, а это откроет новые перспективы для морской перевозки грузов.

## Терминология
Слово «Арктика» имеет греческое происхождение и связано с обозначением медведя (прежде всего созвездия Большой и Малой Медведицы, среди которых имеется Полярная Звезда). В русской традиции Арктика может также называться Заполярьем или Крайним Севером. Термин «Заполярье» был популярен в годы Великой Отечественной войны (Оборона Заполярья) и ассоциировался почти исключительно с Кольским полуостровом, тогда как Крайний Север обозначал более широкую полосу прилегающих к северному полярному кругу земель. В Финляндии арктические земли известны как Лапландия.

## Человек и Арктика
Первые представители человека разумного (Homo sapiens) проникли на побережье Северного Ледовитого океана около 30 000 лет назад. Об этом свидетельствуют стоянки древних людей «Мамонтовая курья» расположенная в долине реки Усы (Республика Коми) и «Бёрёлёх» расположенная в устье реки Яна (Якутия). Проникновение и освоение древними людьми высоких широт существенно повысили адаптивные возможности Homo sapiens как вида. В условиях постоянной борьбы с холодом и стихией формировались северные адаптивные типы популяций человека. В результате таких адаптивных изменений со временем произошла мутация гена меланина, что привело к улучшению выживаемости индивида в данных условиях. Побуждающими факторами мутации послужила низкая интенсивность ультрафиолетового излучения, что характерно для районов севера. Внешнее проявление мутации — светлая кожа.
Изучение проблем здоровья человека в условиях высоких широт северного полушария в настоящее время оформилось в виде научного направления, названного «арктической медициной».
Коренные народы Арктики сохраняют традиционный уклад жизни предков на протяжении многих веков. Их специфическая культура и особое мировоззрение, обусловленные проживанием в экстремальных климатических условиях, плохо поддаётся адаптации к условиям современной цивилизации, и не может быть приспособлена к требованиям рыночной экономики. Численность населения Арктики составляет более 400 тысяч человек. В результате устоявшегося традиционного уклада жизни люди полностью зависят от арктической экосистемы в вопросах питания, проживания и сохранения самобытности культуры. Несмотря на то, что реализация нефтегазовых проектов приносит свои выгоды для населения, многие жители, в связи с этим испытывают неудобства и проблемы.
Традиционными промыслами являются охота, собирательство, оленеводство и рыболовство. Природная среда является основой жизни для народов Севера, поэтому экологические проблемы приобретают для них особенную остроту. Промышленное освоение Арктики может привести к уничтожению исконной среды обитания и создать угрозу исчезновения малочисленных народов Севера как самостоятельных этносов.
В российском секторе Арктики в 2024 году проживало 2,4 миллиона человек при почти 4 миллионах во всей Арктике.

## Освоение Арктики
Долгое время Арктика считалась территорией, не приспособленной для жизни людей («мёртвая земля»), непроходимой ни водным, ни наземным путём.
В XI веке русские мореплаватели вышли в моря Северного Ледовитого океана. В XII—XIII веках открыли острова Вайгач, Новая Земля, а в конце XV века — острова архипелага Шпицберген, остров Медвежий. В первой половине XVI века появилась первая карта бассейна Ледовитого океана, составленная по чертежу Д. Герасимова, к этому же времени относится и освоение западного участка Северного морского пути — от Северной Двины до Тазовской губы в устье Оби (так называемый Мангазейский морской ход).
К 30-40 годам XVII века относится освоение русскими первопроходцами, Иваном Ребровым, Ильёй Перфильевым, Михаилом Стадухиным, восточного участка Северного морского пути — от устья Лены до устья Колымы. Семён Дежнёв прошёл морем от устья Колымы до самой восточной точки материка и в 1648 году открыл пролив между Азией и Америкой.
В результате Великой северной экспедиции (1733—1743) всё сибирское побережье Северного Ледовитого океана до мыса Большой Баранов было исследовано, описано и нанесено на карты.
С 1874 года начались плавания на паровых судах через Карское море в устье Оби и Енисея, получившие названия Карских экспедиций.
В 1878—1879 годах экспедиция Норденшёльда (1878—1879) на пароходе «Вега» впервые осуществила сквозное плавание (с зимовкой в пути) Северо-восточным проходом из Атлантического океана в Тихий и через Суэцкий канал вернулась в Швецию (1880), впервые обойдя таким образом всю Евразию.
Норвежский полярный исследователь Фритьоф Нансен называл Арктику «Страной ледяного ужаса».
Огромную роль в освоении Арктики сыграл Северный морской путь.

### Дрейфующие полярные станции
Советский Союз — первая страна, использующая так называемые дрейфующие полярные станции. Каждая такая станция представляет собой установленный на дрейфующей арктической льдине комплекс станционных домиков, в которых живут участники экспедиций, и необходимого оборудования. Впервые такой дешёвый и эффективный способ исследования Арктики предложил в 1929 году Владимир Визе, исследователь, работавший в Арктическом и антарктическом научно-исследовательском институте. Благодаря существованию дрейфующих станций российские учёные получили возможность исследовать Арктику круглый год.
Первая дрейфующая экспедиция под названием «Северный полюс» была высажена у полюса 21 мая 1937 года.
В сентябре 2005 года на освоение Арктики отправилась экспедиция «Северный полюс-34».
Данные, получаемые во время экспедиций, расширяют знания учёных о процессах, происходящих в природной среде Центральной Арктики, и помогут объяснить причины глобальных климатических изменений.
24 июля 2007 года из Мурманска стартовала полярная экспедиция «Арктика-2007». Её руководителем стал депутат Госдумы РФ, специальный представитель президента России по вопросам международного полярного года, Герой Советского Союза и известный полярник Артур Чилингаров. Перед участниками экспедиции ставилась задача детально изучить строение дна океана в приполюсном районе, а также провести ряд уникальных научных исследований.
Путь к Северному полюсу проложили флагман российского научного полярного флота «Академик Фёдоров» и атомный ледокол «Россия». 2 августа в самой северной точке Земли было совершено погружение на глубину до 4200 м на глубоководных обитаемых аппаратах «Мир-1» и «Мир-2». Во время этого погружения человек впервые достиг дна океана под Северным полюсом. Там командой аппарата «Мир-1» был установлен флаг России, сделанный для долговечности из титанового сплава.

## Правовой режим Арктики
Международный статус Арктики закреплён в международных соглашениях по Арктике. Сама Арктика поделена на пять секторов ответственности между Россией, США, Норвегией, Канадой и Данией. Тем не менее, точная граница Арктики не определена. Первоначально господствовал секторальный подход, согласно которому Арктика поделена между сопредельными циркумполярными государствами, причём Северный полюс является границей всех заинтересованных государств. В 1909 году Канада объявила суверенитет на все территории между Северным полюсом и своим северным побережьем. В мае 1925 года Канада официально закрепила своё право на свой арктический сектор. Постановлением Президиума ЦИК СССР от 15 апреля 1926 года вся территория от Северного полюса до материковой части СССР, ограниченная меридианами 32°4’35" восточной долготы и 168°49’30" западной долготы, объявлялась территорией СССР. Тем не менее, секторный подход содержал определённые правовые лакуны, поскольку он определял правовой статус островов и земель, но никак не акваторий этих секторов. Поэтому в 1982 году была принята Конвенция о морском праве, согласно которой акватория государства распространяется лишь на арктический шельф, тогда как внешельфовая зона объявляется международной. Россия присоединилась к этому соглашению в 1997 году. По новой конвенции территориальными объявлялись прибрежные воды на 12 миль, а экономической территорией — 200-мильная зона вблизи побережья. В результате принятия этой конвенции Россия утрачивала суверенитет на 1,7 млн км² своей акватории.

### Полярные владения России
Границы северных полярных владений СССР определены постановлением Президиума ЦИК СССР от 15 апреля 1926 года.
Водная граница прошла тогда от Кольского полуострова через Северный полюс до Берингова пролива.
В 1997 году Россия ратифицировала Конвенцию по морскому праву 1982 года. Конвенция устанавливает одинаковые 12 миль суверенных территориальных вод и 200 миль экономической зоны — со свободным судоходством, но исключительными правами на использование минеральных и биоресурсов. Правда, любая страна может претендовать на свою национальную юрисдикцию на морское дно и его недра (часть VI Конвенции) и за пределами 200 миль, если будет доказано, что шельф от её берегов тянется дальше этого расстояния.
Чтобы добиться прав на полярные владения, России придётся доказать, что подводные хребты Ломоносова и Менделеева имеют континентальное происхождение, связанное с территорией России. В отношении хребта Ломоносова это оспаривается Данией, которая считает, что хребет — затонувшая часть Гренландии. Для сбора доказательств в том, что хребет Ломоносова — это продолжение полярных владений РФ, российская сторона провела беспрецедентную экспедицию «Арктика-2007» в июле-августе 2007 года, состоявшую из надводной и подводной частей и завершившуюся установлением российского флага на дне Северного Ледовитого океана у Северного полюса Земли.
Глава Министерства природы Российской Федерации Сергей Донской сообщил, что Россия ждёт представления Канадой своей заявки в ООН на расширение шельфа в Арктике в конце 2018 — начале 2019 года, после чего можно будет ожидать решения по подобной российской заявке.

#### Сухопутные территории
Сухопутные территории Арктической зоны Российской Федерации определены согласно указу президента Российской Федерации от 2 мая 2014 года № 296 «О сухопутных территориях Арктической зоны Российской Федерации». Они перечислены ниже:
- Мурманская область (полностью).
- Ненецкий автономный округ (полностью).
- Чукотский автономный округ (полностью).
- Ямало-Ненецкий автономный округ (полностью).
- Некоторые территории севера Республики Коми:
  - Воркута (городской округ).
- Некоторые территории севера Республики Карелия (добавлены указом президента РФ от 27 июня 2017 г. № 287)[45]:
  - Беломорский район;
  - Лоухский район;
  - Кемский район.
- Некоторые территории севера Республики Саха — Якутии:
  - Абыйский улус[46];
  - Аллаиховский улус;
  - Анабарский национальный (долгано-эвенкийский) улус;
  - Булунский улус;
  - Верхнеколымский улус[46];
  - Верхоянский район[46];
  - Жиганский национальный эвенкийский район[46];
  - Момский район[46];
  - Нижнеколымский район;
  - Оленёкский эвенкийский национальный район[46];
  - Среднеколымский улус[46];
  - Усть-Янский улус;
  - Эвено-Бытантайский национальный улус[46];
- Некоторые территории севера Красноярского края:
  - Норильск (городской округ);
  - Таймырский район;
  - Туруханский район.
- Некоторые территории севера Архангельской области:
  - Архангельск (городской округ);
  - Мезенский район;
  - Новая Земля;
  - Новодвинск (городской округ);
  - Онежский район;
  - Приморский район;
  - Северодвинск (городской округ).
- Земли и острова, расположенные в Северном Ледовитом океане, указанные в постановлении Президиума ЦИК от 15 апреля 1926 года «Об объявлении территорией Союза ССР земель и островов, расположенных в Северном Ледовитом океане» и других актах СССР.

### Китай и Арктика
В публикации 2016 г., посвящённой Арктике, КНР вскользь упомянут. Спустя 2 года правительства КНР заявило, что страна является «околоарктическим государством», и имеет полное право на использование ресурсов региона, а также на участие в управлении им. Планируется разведка и добыча нефти, газа и минеральных полезных ископаемых как с сухопутных участков, так и с шельфа; рыболовство; использование морских транспортных путей для доставки товаров в Европу и вывоза нефти, газа, никеля и других полезных ископаемых с Кольского полуострова, а также леса из северных районов РФ. Использование этих ресурсов имеет для Китая критическое значение, позволяя сохранять внутреннюю политическую стабильность. КНР перешла от закупки ледоколов за рубежом к их строительству на своих верфях. China General Nuclear Power Group планирует в 2025 году завершить строительство самого большого в мире ледокола с двумя ядерными силовыми установками.

## Транспортные пути
Через Арктику проходит кроссполярный авиамост (кратчайший путь между Северной Америкой и Азией) и Северный морской путь (кратчайший морской путь между Восточной Азией и Европой). Стратегическим транспортно-промышленным узлом, интегрированным в Северный морской путь как транспортный коридор, является действующий порт Архангельск. Пропускная способность транспортно-логистического хаба — до 11,5 млн тонн/год. Порт располагает мультигрузовыми терминалами, функционирующими в режиме круглосуточного/круглогодичного обслуживания. Имеет выгодное географическое расположение и обеспечивает прямой выход в Мировой океан как в западном, так и в восточном направлении. Располагает значительными резервами портовых и подъездных железнодорожных мощностей, в отличие от других действующих портовых площадок Северо-Западного региона.
Транспортной стратегией Российской Федерации на период до 2030 года, Стратегией развития морской портовой инфраструктуры России до 2030 года, Стратегией социально-экономического развития Северо-Западного федерального округа до 2020 года предусматривается строительство глубоководного района морского порта Архангельск (ГР МПА). Район планируется построить вблизи маяка на мысе Куйский, в 3 км к северо-западу от устья реки Куи. Площадь глубоководного порта составит 270 га, в том числе 150 га придутся на искусственные участки земли. Планируется строительство подходного канала длиной около 10 км и шириной 160 м. Стоимость строительства оценивается в размере 149,8 млрд рублей в ценах соответствующих лет. Реализация планируется в два этапа: 2018—2023 (проектирование, строительство, ввод в эксплуатацию) и 2026—2028 (расширение инфраструктуры и выход на проектные мощности). Управляющей компанией по проекту является АТПУ «Архангельск», генеральный директор — Сергей Кокин.

## Военное значение
Военное значение Арктики для государств, граничащих в арктической зоне, трудно переоценить. С изобретением первых ледоколов, цельнометаллических самолётов дальнего радиуса действия (первых дальних бомбардировщиков), осуществления трансарктических перелётов и морской навигации в арктической зоне (в том числе в ледовой обстановке) военное значение региона неуклонно возрастало.

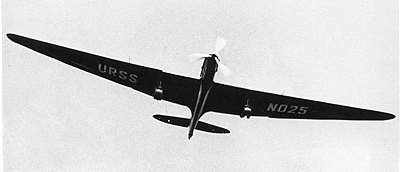
АНТ-25 в полёте

Первыми стратегически важными событиями для Арктики можно считать беспосадочные перелёты из СССР в США экипажами В. П. Чкалова и М. М. Громова 1937 годов, так как это означало физическую доступность территории США для первых советских перспективных дальних бомбардировщиков.
В дальнейшем в течение Второй мировой войны датский посланник в США Генрик Кауфманн, отказавшийся признать немецкую оккупацию Дании, 9 апреля 1941 года подписал соглашение, которое предоставило американским военно-воздушным силам право использования баз на территории Гренландии, став таким образом стратегическим плацдармом США в Арктике. В 1945 году Гренландия была возвращена Дании.

Иллюстрация «Полярные круги» в газете «Time» от 27 января 1947 года.

В результате напряжённости между СССР и США, возникшей после Второй мировой, и осознанием стратегического потенциала территории Гренландии со стороны США последовала серия попыток выкупа острова. В 1946 году со стороны США Дании было предложено 100$ миллионов золотом. 27 января 1947 года в газете «Time» вышла статья, сопровождавшаяся иллюстрацией под названием «Полярные круги», в которой концентрическими кругами, исходящими из районов Аляски, и Гренландии было показано расстояние от этих территорий до главных мировых столиц, включая Токио, Москву, Каир и Тегеран.
В 1967 году королевство Дания отклонило первый запрос Государственного департамента США на сделку по продаже. Также тогда предполагалось включить в сделку и Исландию.
В настоящее время арктические державы регулярно проводят военные учения в регионе:
- арктические учения НАТО ICEX[63], с 2003 года[64];
- не позднее 10 марта 2020 года запланировано завершение развёртывания ледового лагеря в заливе Прадхо-Бей в рамках учений ВМС США и Великобритании ICEX-2020 на Аляске[65];
- В 2013 году Россия провела военные учения с использованием крейсера «Пётр Великий» и атомных подводных лодок «Орёл» и «Воронеж»; проводились запуски крылатых ракет[66];
- Канада провела в 2011 году учения Nanook[67], а в 2013 году — «Нуналивут» c отработкой высадки десанта на острова Корнуоллис и Эллеф-Рингнес[68];
- В 2013 году проводились учения «Арктический вызов» (англ. Arctic Challenge) с участием ВВС Финляндии, Швеции, Великобритании и США. Территория учений охватывала Ботнический залив и норвежскую часть Баренцева моря[69];
- Также в 2013 году Великобритания провела учения Cetus 13, где отрабатывалась высадка десанта в условиях −30 °C на полигонах северной Норвегии[70].

Кроме того, в прилегающих к Арктике территориях находятся компоненты системы предупреждения о ракетном нападении России и США, а также ракеты-перехватчики США (Аляска) и России (побережье Северного Ледовитого океана). В Гренландии существует авиабаза США Туле.

### Военное присутствие стран НАТО

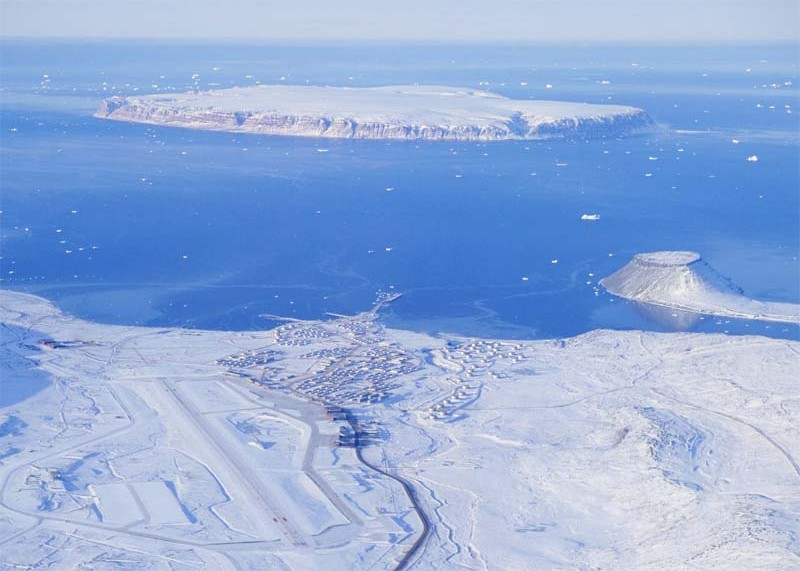
Вид на авиабазу Туле с воздуха

Со времён Второй Мировой войны (1940-е годы) и до настоящего времени на северо-западе Гренландии, вблизи одноимённого посёлка существует и поддерживается авиабаза ВВС США Туле.
В 2007 году Канада объявила об усилении своего присутствия в Арктике (Резольют). В 2010 г. Лиссабонский саммит НАТО зафиксировал сдержанный подход к Арктике, связанный с политикой администрации Б. Обамы.
В 2016 году генеральный секретарь НАТО Йенс Столтенберг заявлял о заинтересованности стран НАТО в сотрудничестве, а не конфронтации в данном регионе: «Арктика — это жёсткая среда, она вознаграждает за сотрудничество, а не конфронтацию. Любые споры должны основываться на международном праве».
8-15 марта 2018 года на Аляске прошли учения Arctic Edge 18, в которых приняли участие полторы тысячи американских военнослужащих из ВВС, морской пехоты и других подразделений.
4 апреля 2018 года генеральный секретарь НАТО Йенс Столтенберг заявил о намерении альянса наращивать военно-морские силы в Арктике в ответ на действия российской стороны.
В середине августа 2019 года по данным издания «Wall Street Journal» президент США Дональд Трамп проявил «заинтересованность» в покупке Гренландии.
В апреле 2020 года на базе ВВС США на Аляске появились два самолёта F-35A в дополнение к уже находящимся там F-22 и F-16. ВВС США намерены до 2022 года перебросить на Аляску ещё 54 самолёта F-35A, что усилит группировку в рамках укрепления военного присутствия американцев в Арктике.
8-19 февраля 2021 г. состоялись ежегодные военные учения ВС США на полигонах Аляски. В учениях «Арктик Вариор» принимали участие боевая группа 4-й пехотной бригады ВС США, ВВС США и ВВС Канады.
Директор Центра морских исследований и экспериментов НАТО Кэтрин Уоркер 7 августа 2021 г. заявила, что учёные стран Североатлантического альянса планируют использовать автономные подводные аппараты для сбора образцов в водах Арктического региона.
Заместитель директора центра инженеров-строителей полковник Дэйв Нортон заявил, что, поскольку Арктический регион представляет собой всё более и более важный стратегический интерес для США, команды инженеров на данный момент активно работают над оптимизацией имеющейся там инфраструктуры для развёртывания новых истребителей F-35A.
В 2024 году учения НАТО Cold Response были интегрированы в общеевропейские учения Steadfast Defender под названием Nordic Response. В северных учениях блока приняли участие более 20 000 военнослужащих, свыше 50 подводных лодок и кораблей, а также более 100 истребителей и других воздушных судов. Это меньше, чем количество участников Cold Response в 2022 году и Trident Juncture в 2018 году.
Российские эксперты в 2024 году оценили количество объектов военной инфраструктуры НАТО в Арктике примерно в 50. Среди них 22 аэродрома, 23 военно-морские базы и пункта базирования, а также 4 РЛС для наблюдения за космосом и воздушным пространством.

### Военное присутствие России

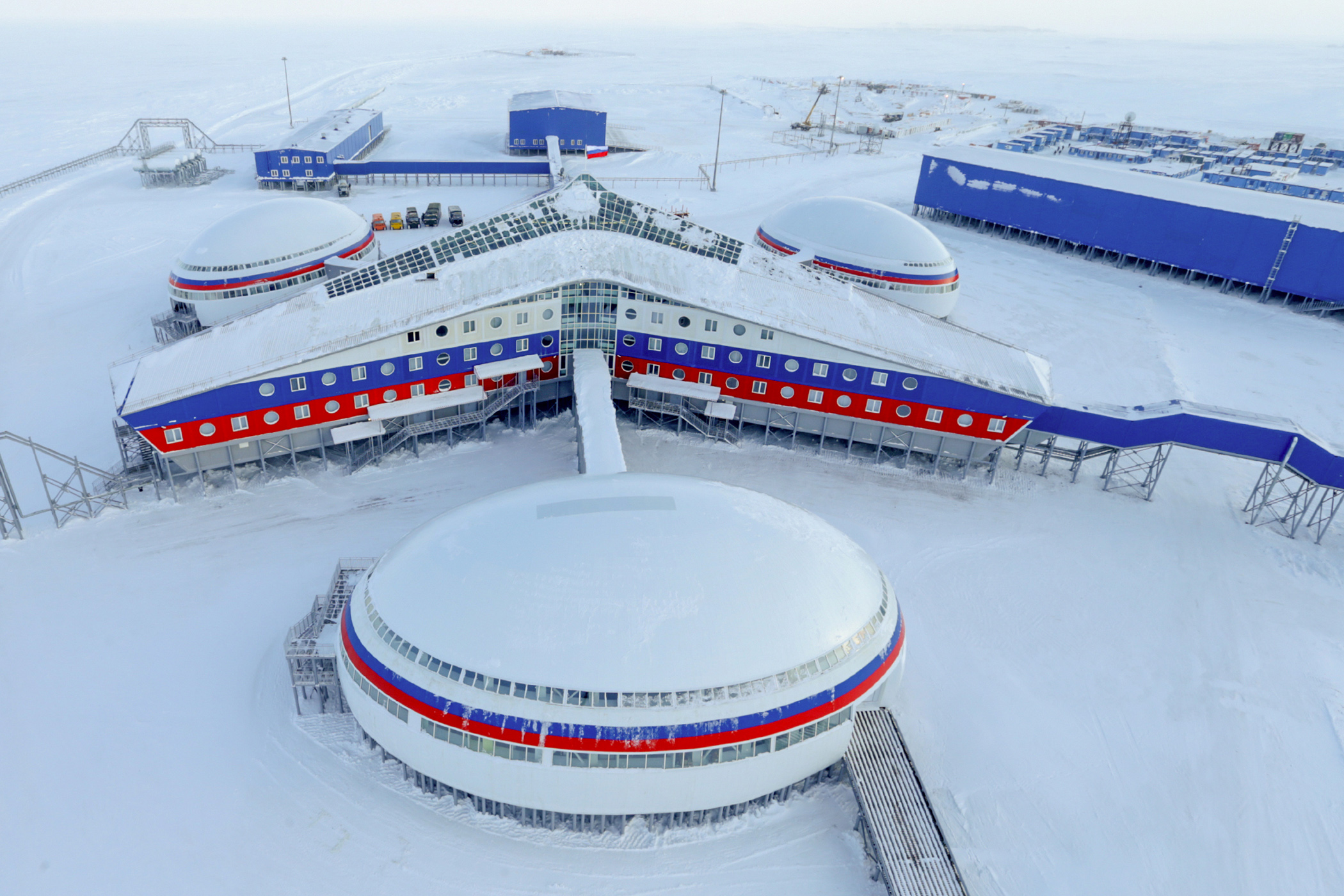
Вид на базу «Арктический Трилистник»

Со времён Российской Империи Россия присутствует в Арктике естественным образом, поскольку вся северная часть её суши омывается Северным Ледовитым океаном.
1 июня 1933 года в СССР была создана Северная Флотилия, ставшая в 1937 году Северным флотом. Основным местом базирования Северного флота стала бухта близ поселения Ваенга (ныне ЗАТО Североморск Мурманской области).
C 17 сентября 1954 года в южной части архипелага Новая Земля существует советский (а впоследствии и российский) ядерный полигон.
В XXI веке Россия намерена направить комплекс мер, в том числе военного характера, на защиту своих интересов в Арктике.
В 2013 году Россия начала воссоздание военной базы на Новосибирских островах (Котельный); в частности, речь идёт о воссоздании аэродрома Темп. В 2016 году эта военная база, получившая название «Северный клевер», принята в эксплуатацию.
Также планируется создание (и реконструкция) семи северных аэродромов, расположенных в городах Тикси (Якутия), Нарьян-Мар, Алыкель (Таймыр), Амдерма, Анадырь (Чукотка), а также в посёлке Рогачёво и на погранзаставе Нагурское (Земля Франца-Иосифа).
В 2016 году на Земле Александры (северо-запад архипелага Земля Франца-Иосифа) сдана в эксплуатацию строившаяся с 2007 года российская военная база ПВО «Арктический трилистник», на которой находится самое северное в мире капитальное здание.
6 марта 2018 года генеральный директор российского акционерного общества «РТИ» Максим Кузюк заявил о создании радара для круглосуточного мониторинга и воздушной разведки Арктики в интересах развития Северного морского пути.

## Экология
После визита президента РФ Владимира Путина на Землю Франца-Иосифа в 2010 году было инициировано исследование загрязнения Арктики. В 2011—2012 годах «Совет по изучению производительных сил» (СОПС) обследовал шесть островов архипелага, выявив 60 загрязнённых участков. На них обнаружено около 500 000 бочек из-под горючего, 18 000 тонн металлолома и более 60 000 м³ отходов, включая ГСМ, нефтепродукты, технику и бытовой мусор. Минприроды России и СОПС разработали программу очистки на 2012—2020 годы. По оценке СОПС, очистка только Земли Франца-Иосифа обойдётся в 8,5 млрд рублей.
С 2012 года, в летний период, проводятся работы по очистке Арктики от мусора, в том числе на полярных островах Баренцева моря. Русское географическое общество (РГО), реализующее проект «Очистка Арктики» с 2010 года, присоединилось к этим работам. В 2012 году на острове Земля Александры (архипелаг Земля Франца-Иосифа) было собрано, очищено и спрессовано 47,5 тысяч стальных бочек общим весом 1892 тонны. РГО планировало очистные работы на островах Рудольфа, Хейса, Гофмана, Греэм-Белл, Врангеля, в российских посёлках на Шпицбергене и на Новосибирских островах.
В рамках Дорожной карты «По ликвидации экологического ущерба… в Арктической зоне, на период до 2020 года», утверждённой в 2014 году, к очистке Арктики подключилось Министерство обороны России. С помощью взводов экологической очистки в период с 2015 по 2017 год было очищено 260 гектаров загрязнённых территорий и собрано более 16 тысяч тонн металлолома, из которых свыше 10 тысяч тонн вывезено на материк силами Северного и Тихоокеанского флотов, а также зафрахтованными судами, осуществляющими «северный завоз».
С 2012 по 2015 год в Арктике утилизировано 40 тысяч тонн отходов и рекультивировано 200 гектар земель. На очистку Арктики с 2011 по 2013 год государство потратило более 1 млрд рублей. В России действует Федеральная целевая программа «Ликвидация накопленного экологического ущерба» на 2014—2025 годы общей стоимостью 218,7 млрд рублей. На Арктику выделено 22 млрд рублей, из которых 20,9 млрд — из федерального бюджета.
В Арктической зоне Российской Федерации по состоянию на сентябрь 2016 года было выявлено 102 объекта, требующих очистки, включая 33 свалки и территории, загрязнённые нефтепродуктами. По данным на тот же период, больше всего проблемных зон (52 объекта, нефункционирующие военные объекты) выявлено в Красноярском крае, не вошедшем в план Минприроды. В Архангельской области было 25 таких точек, в ЯНАО — 12, в Мурманской области — 6, в Чукотском АО — 3, в Ненецком АО и Якутии — по 2. Депутаты Госдумы РФ считают экологическую ситуацию в Арктике напряжённой.

### Экологические катастрофы в Арктике
29 мая 2020 года в результате аварии на резервуаре № 5 ТЭЦ-3 Норильско-Таймырской энергетической компании (НТЭК), дочернего предприятия «Норникеля», произошла утечка около 21 тысячи тонн дизельного топлива в реки Амбарная и Далдыкан, а также озеро Пясино, что привело к одной из крупнейших экологических катастроф в Арктике. Площадь загрязнения составила около 100 тысяч квадратных метров.

## В астрономии
В честь Арктики назван астероид (1031) Арктика, открытый в 1924 году.

### Проблемы безопасности в Арктике
- «За экологию Арктики никто не отвечает». Чем грозит Заполярью авария на ТЭЦ в Норильске // Журнал «Огонёк» № 23 от 15.06.2020, стр. 8
- Добромыслова В. Ю., Смирнова О. О. Некоторые вопросы государственной политики Российской Федерации в Арктической зоне. // ЭКО. Всероссийский экономический журнал. — 2010. — № 12. — с. 76—92.
- Конышев В. Н., Сергунин А. А. Арктика на перекрёстке геополитических интересов // Мировая экономика и международные отношения. 2010, № 9
- Арктика: зона мира и сотрудничества / Отв. ред. А. В. Загорский. — М.: ИМЭМО РАН, 2011. ISBN 978-5-9535-0284-9
- Конышев В. Н., Сергунин А. А. Национальные интересы России в Арктике: мифы и реальность // Национальные интересы: приоритеты и безопасность. 2011, № 29
- Конышев В. Н., Сергунин А. А. Арктический вызов России // Мир и политика. 2011, № 4.
- Конышев В. Н., Сергунин А. А. Арктическое направление внешней политики России // Обозреватель-Observer. 2011, № 3
- Конышев В. Н., Сергунин А. А. Ремилитаризация Арктики и безопасность России // Национальная безопасность. 2011, № 3—4 (недоступная ссылка)
- Конышев В. Н., Сергунин А. А. Международные организации и сотрудничество в Арктике // Вестник международных организаций. 2011, № 3
- Конышев В. Н., Сергунин А. А. Северная Европа: общий арктический вектор // Европейская безопасность. 2011. Вып. 24(40).
- Конышев В. Н., Сергунин А. А. Арктические стратегии стран Северной Америки и Россия // Россия и Америка в XXI веке. 2011, № 2
- Конышев В. Н., Сергунин А. А. Арктика в международной политике: сотрудничество или соперничество? — М.: Российский институт стратегических исследований, 2011. ISBN 978-5-7893-0135-7
- Фёдоров П. В. Северный вектор в российской истории: центр и Кольское Заполярье в XVI—XX вв. — Мурманск, 2009. — 388 с.
- Фёдоров П. Почему Север? // Литературная газета. 2011. № 46-47.
- Мазур И. И. Арктика — точка бифуркации в развитии глобального мира // Век глобализации. — 2010. — № 2. — С. 93—104.